# Znak na svislé ocasní ploše

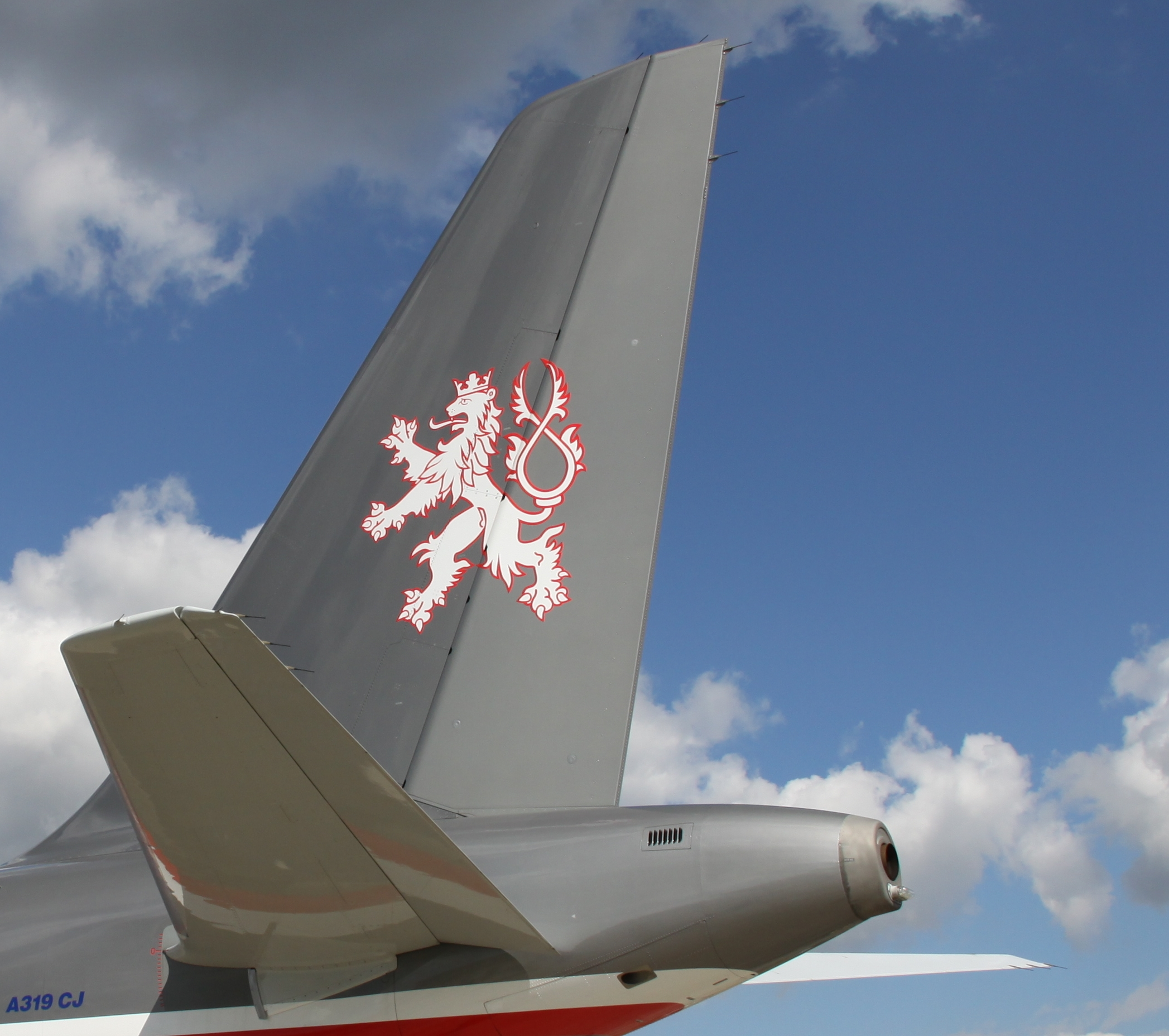
Svislá ocasní plocha A319CJ

Znak na svislé ocasní ploše je varianta leteckého výsostného znaku, která je umísťována na svislé ocasní plochy letadel. Na rozdíl od většiny standardních výsostných znaků (mají kruhovou formu ve státních barvách) se znaky na svislé ocasní ploše často vyskytují ve tvaru čtverce, obdélníku, apod. Jiným řešením jsou například figury, heraldické znaky nebo erby. V některých námořních letectvech se používá znak odlišný od základního, přičemž je obvykle doplněný kotvou.

## Příklady

Letecký výsostný znak českého letectva
Taktický znak českých bojových letounů
Znak českých vojenských dopravních letounů
Pobřežní stráž Spojených států amerických (znak užívaný na SOP letounů)
Znak Royal Air Force
Taktický znak RAF
Dřívější německý druhoválečný znak